# Blogueirinha, a Feia
Blogueirinha, a Feia é uma telenovela brasileira produzida e exibida pela DiaTV, sendo a primeira telenovela produzida pelo canal. Foi exibida entre 23 de setembro e 28 de outubro de 2024, logo após o programa De Frente com Blogueirinha. Tem autoria de Bruno Matos e é dirigida por Flávia Perez e Rafa Dias. É uma paródia da telenovela colombiana Yo soy Betty, la fea (1999), e tem referências a: O Diabo Veste Prada (2006), e as telenovelas brasileiras Chocolate com Pimenta (2003) e Verdades Secretas (2015).
Conta com Blogueirinha, Igor Cosso, Edu Camargo, Fih Oliveira, Lorelay Fox e Maicon Santini nos papéis principais.

## Enredo
Blogueirinha é uma jovem talentosa e dedicada aos estudos, com mestrado e doutorado. Apesar disso, enfrenta dificuldades para conseguir um emprego devido aos preconceitos sobre sua aparência. Ela vive com suas mães, que são drags queens, conservadoras e pobres. Sem perspectivas, Blogueirinha aceita um cargo de secretária na agência de publicidade Fox Models, sob o comando de Miranda Fox, uma chefe poderosa e cínica que desdenha de todos ao seu redor. Na agência, Blogueirinha se apaixona por João Padrão, filho de Miranda, mesmo ele estando noivo da vegana Natália. Na empresa, Blogueirinha é constantemente desprezada e humilhada por sua aparência pelos funcionários, entre elas a ardilosa Duda, a primeira modelo brasileira de buço e amante secreta de João; Naja, sua melhor amiga que se revela mais tarde como uma mulher falsa e ambiciosa; e a inescrupulosa Shirley, a designer de moda da Fox Models e braço-direito de Miranda.
Cheia de esperança, Blogueirinha logo percebe o olhar crítico de suas colegas, que duvidam de seu potencial. Além de enfrentar seus próprios dramas, ela se envolve em grandes mistérios: um roubo constante de dinheiro na Fox Models e um segredo de Miranda Fox, que abandonou um filho no passado e agora deseja encontrá-lo, confiando essa missão a Blogueirinha. Com o tempo, João se apaixona pela verdadeira essência dela, defendendo-a de humilhações e insultos, o que irrita Duda. Grávida do herdeiro da empresa, Duda teme perder o coração de João e, para garantir sua posição, trama com Andrew Silva, um personal stylist, para que ele conquiste Blogueirinha e a afaste de João. No entanto, o relacionamento de Blogueirinha com Andrew se torna um ponto de virada, transformando sua aparência e autoestima. Ela se torna bonita e confiante, retornando à empresa irreconhecível, pronta para reerguê-la e se vingar de todos.
Agora, a deslumbrante e irreconhecível Blogueirinha revela segredos que guardou por tanto tempo como secretária. O filho que Miranda tanto procurava, deixado no lixão da  mãe Lucinda, é na verdade Raimundo Fox, que atualmente se apresenta como Shirley, a estilista e braço direito de Miranda. Shirley também está envolvido em outro grande segredo:  roubo da renomada empresa de moda, tendo como cúmplices Duda e Naja. Com medo de ser presa, Duda foge, mas durante a fuga, cai das escadas e perde o filho que esperava com João. Apesar disso, ela consegue o perdão de Miranda e se torna a assistente e modelo auxiliar da empresa. Agora, João e Blogueirinha, livres para viver seu amor, decidem se casar. No entanto, o casamento vem acompanhado de grandes revelações: Blogueirinha se recusa a se casar com o Padrão, dando início a  grandes reviravoltas na Fox Models.

## Elenco
| Intérprete     | Personagem                   |
| -------------- | ---------------------------- |
| Blogueirinha   | Blogueirinha (Blogs)         |
| Igor Cosso     | João Ávila Fox (João Padrão) |
| Lorelay Fox    | Miranda Fox                  |
| Edu Camargo    | Duda (Duda Bigoduda)         |
| Fih Oliveira   | Naja Sangalo                 |
| Maicon Santini | Shirley / Raimundo Fox       |
| Luan Iaconis   | Andrew Silva                 |
| Tatá M. Shady  | Mãe 1 (Mãezinha)             |
| Olive Oil      | Mãe 2 (Mãezinha)             |
| Nátaly Neri    | Natália                      |
| Mari Maria     | Santa Mari Maria             |

### Participações especiais
| Intérprete       | Personagem     | Aparição        |
| ---------------- | -------------- | --------------- |
| Gabie Fernandes  | Gabie Gabriela | Episódios 3 e 4 |
| Klébio Damas     | Klébio         | Episódios 2 e 3 |
| Lidyanne Bergman | Modelo #1      | Episódio 3 e 6  |
| Bárbara Alves    | Modelo #2      | Episódio 3      |
| Edson Formaggio  | Modelo #3      | Episódio 3      |
| Edson Formaggio  | Policial       | Episódio 5      |
| Rafa Dias        | Padre          | Episódio 6      |

## Produção
O primeiro vídeo com a reunião do elenco e leitura de roteiro, o "episódio 0", foi divulgado no canal do YouTube da Blogueirinha em 26 de agosto de 2024. A primeira temporada foi gravada em ordem sequencial nas instalações da Dia Estúdio, em quatro dias, dois finais de semana.
No dia 9 de novembro de 2024, Bruno Matos publicou um vídeo no Youtube comentando um final alternativo e a extensão da telenovela que foi produzida um pouco antes da transmissão. A nova edição, que foram os dois últimos episódios exibidos, foi feita para deixar ganchos na narrativa para a segunda temporada.
A caracterização da personagem Naja (Fih Oliveira) foi inspirada em Sangalo do reality show Glitter: Em Busca de um Sonho, já a de Duda (Edu) foi inspirada em it girls como Sabrina Sato e Maya Massafera.

## Episódios
| Temporada | Temporada | Episódios | Episódios | Originalmente exibido  | Originalmente exibido |
| Temporada | Temporada | Episódios | Episódios | Estreia da temporada   | Final da temporada    |
| --------- | --------- | --------- | --------- | ---------------------- | --------------------- |
|           | 1         | 6         | 6         | 23 de setembro de 2024 | 28 de outubro de 2024 |

### Temporada 1 (2024)
| N.º | Título                                     | Dirigido por             | Escrito por | Exibição original      |
| --- | ------------------------------------------ | ------------------------ | ----------- | ---------------------- |
| 1 | "Ela não é bonita, mas vai fazer história" | Rafa Dias & Flávia Perez | Bruno Matos | 23 de setembro de 2024 |
| Miranda, a poderosa chefe da revista Fox Models, comanda o escritório com desprezo. Suas assistentes, Duda e Naja, competem pela atenção da chefe, enquanto a Blogueirinha, uma aspirante a assistente, chega cheia de esperança, mas logo enfrenta o olhar crítico das colegas. Em uma entrevista tensa, ela surpreende Miranda com sua inteligência, apesar do julgamento de Duda, que se vê como favorita. Blogueirinha se encontra em um ambiente glamoroso, mas repleto de rivalidades. |                                            |                          |             |                        |
| 2 | "Santa Mari Maria, me ajude"               | Rafa Dias & Flávia Perez | Bruno Matos | 30 de setembro de 2024 |
| Blogueirinha finalmente conquista sua vaga na Fox Models e recebe sua primeira missão como secretária de João, sob a supervisão de Duda. Secretamente apaixonada por João, ela acredita que pode conquistar seu espaço. Do lado de fora da empresa, Blogueirinha e Naja são surpreendidas por uma festa organizada pelas mães de Blogueirinha para celebrar seu novo emprego. Enquanto isso, Duda não perde uma chance de humilhá-la, e Naja se mostra uma "amiga" não tão confiável. Para complicar, Blogueirinha descobre um segredo perigoso de Miranda. Participações especiais: Mari Maria e Klébio Damas.                                                     |                                            |                          |             |                        |
| 3 | "Humilhada na frente de todos"             | Rafa Dias & Flávia Perez | Bruno Matos | 7 de outubro de 2024   |
| Blogueirinha enfrenta um dos momentos mais constrangedores de sua vida após um desastre no desfile, enquanto risadas maldosas ecoam pela plateia. No entanto, a tensão aumenta quando um inesperado salvador entra em cena, acirrando ainda mais as rivalidades. Nos bastidores da Fox Models, segredos obscuros começam a vir à tona, envolvendo intrigas, desconfianças e alianças improváveis, ameaçando sacudir o ambiente. Entre chantagens e suspeitas, um mistério surge, e uma grande revelação está prestes a mudar tudo. Participações especiais: Nátaly Neri, Lidyanne Bergman, Bárbara 'Barbit' Alves, Edson Formaggio, Klébio Damas e Gabie Fernandes. |                                            |                          |             |                        |
| 4 | "Minha vingança está chegando"             | Rafa Dias & Flávia Perez | Bruno Matos | 14 de outubro de 2024  |
| Blogueirinha se depara com uma descoberta chocante envolvendo uma pessoa de dentro da empresa e um esquema que pode mudar o futuro da revista. Ao tentar fazer a coisa certa, ela se vê no meio de uma confusão ainda maior, onde segredos são revelados e lealdades colocadas à prova. Em meio a acusações, traições e uma briga inesperada, Blogueirinha precisa decidir em quem confiar. Enquanto isso, uma proposta inesperada de João Padrão promete mexer ainda mais com sua vida. Participações especiais: Mari Maria e Gabie Fernandes. |                                            |                          |             |                        |
| 5 | "Voltei linda para me vingar de todos"     | Rafa Dias & Flávia Perez | Bruno Matos | 21 de outubro de 2024  |
| Os segredos e traições continuam a se desenrolar. Determinada a revelar a verdade, Blogueirinha se vê em uma encruzilhada quando descobre que podem ter mais pessoas envolvidas no golpe da empresa. Um jantar inesperado pode mudar o destino de alguns personagens, trazendo à tona sentimentos escondidos e revelações que ninguém esperava. O noivado de Duda e João Padrão promete ser o cenário de mais intrigas e emoções à flor da pele. Participação especial: Edson Formaggio. |                                            |                          |             |                        |
| 6 | "O final feliz que toda ex-feia merece"    | Rafa Dias & Flávia Perez | Bruno Matos | 28 de outubro de 2024  |
| Blogueirinha passa por uma reviravolta na vida por conta da sua transformação radical e a exposição que ela fez dos podres de todos ao seu redor. Apaixonada pelo João Padrão desde o dia em que o conheceu, ela, finalmente, está colhendo os frutos desse amor e sendo correspondida. Participações especiais: Mari Maria, Nátaly Neri e Rafa Dias. |                                            |                          |             |                        |

## Trilha sonora
A trilha sonora oficial de Blogueirinha, A Feia foi lançada nos serviços de streaming em 24 de setembro de 2024, contendo 11 faixas.  A versão física do álbum inclui uma faixa bônus exclusiva. Entre as músicas, destaca-se o tema de abertura da novela, intitulado “Soy Solita”. Além disso, o álbum conta com duas regravações de músicas da Blogueirinha: a canção “Atenção” , originalmente lançada pela artista em 2017, e “João” , música lançada em 2020, ambas agora regravadas com uma nova roupagem. Todas as canções do álbum são interpretadas pela própria Blogueirinha, e os interlúdios contam com a participação de alguns dos atores da novela.
Em comemoração ao marco de 1 milhão de visualizações do primeiro episódio de Blogueirinha, A Feia no Youtube, foi lançada, em 26 de outubro de 2024, a versão deluxe do álbum, intitulada Blogueirinha, A Feia (Meu Querido Diário Edit). Essa edição especial traz quatro faixas inéditas, incluindo uma colaboração com Diva Depressão, um remix da música “Espelho” e uma nova versão do single “Soy Solita”.
Lançamento do álbum físico
O lançamento mundial do álbum físico em edição limitada ocorreu em 7 de outubro de 2024. Um link da Amazon foi ativado após Blogueirinha entregar uma cópia do álbum para a Gretchen no De Frente com Blogueirinha, episódio que foi ao ar no mesmo dia. Essa versão do álbum traz como bônus uma faixa exclusiva com a demo da canção "Soy Solita" e uma nova edição para a faixa "Ugly Girls Cry", diferente da disponível nas plataformas de streaming.

### Lista de faixas
| Versão padrão (streaming) |                                         |                |         |  |
| N.º                       | Título                                  | Compositor(es) | Duração |  |
| 1.                        | "Blogueirinha, A Feia I" (interlúdio)   | Bruno Matos    | 0:59    |  |
| 2.                        | "Soy Solita"                            | Matos          | 1:14    |  |
| 3.                        | "Atenção"                               | Matos          | 2:01    |  |
| 4.                        | "Meu Jeitinho Louco de Ser"             | Matos          | 2:41    |  |
| 5.                        | "João"                                  | Matos          | 3:06    |  |
| 6.                        | "Blogueirinha, A Feia II" (interlúdio)  | Matos          | 0:55    |  |
| 7.                        | "Espelho"                               | Matos          | 1:44    |  |
| 8.                        | "A Garota da Capa"                      | Matos          | 1:58    |  |
| 9.                        | "Blogueirinha, A Feia III" (interlúdio) | Matos          | 0:32    |  |
| 10.                       | "Ugly Girls Cry"                        | Matos          | 1:54    |  |
| 11.                       | "Eu Não Sou Feia!"                      | Matos          | 2:18    |  |
| Duração total:            | Duração total:                          | Duração total: | 19:27   |  |

| Versão deluxe (Blogueirinha, A Feia [Meu Querido Diário Edit]) |                                       |                |         |  |
| N.º                                                            | Título                                | Compositor(es) | Duração |  |
| 12.                                                            | "Meu Querido Diário"                  | Matos          | 2:18    |  |
| 13.                                                            | "Buçudas Core" (feat. Diva Depressão) | Matos          | 1:58    |  |
| 14.                                                            | "Espelho (Remix)" (feat. Vittor Som)  | Matos          | 2:57    |  |
| 15.                                                            | "Soy Solita" (versión de boda)        | Matos          | 1:36    |  |
| Duração total:                                                 | Duração total:                        | Duração total: | 28:18   |  |

| Versão física |                                              |                |         |  |
| N.º           | Título                                       | Compositor(es) | Duração |  |
| 10.           | "Ugly Girls Cry" (version edit)              | Matos          |         |  |
| 12.           | "Solita Demo" (faixa exclusiva álbum físico) | Matos          |         |  |

## Repercussão
Ao comentar na Capricho sobre o motivo de cenas da novela terem se tornado um viral nas redes sociais, Arthur Ferreira disse que Blogueirinha, a Feia é uma "paródia escrachada" e de "roteiro afiado": "Nos anos 2000, paródias de grandes filmes e série sempre deram certo e nos entregaram grandes clássicos da comédia como Todo Mundo em Pânico, mas nos últimos anos o público tem mostrado um certo desinteresse por essas produções. O grande triunfo da novela da DiaTV, é trazer as piadas e o timing cômico que já faz parte dos canais que fazem parte de sua programação".